# Болвин (Мисури)
Болвин (енгл. Ballwin) град је у америчкој савезној држави Мисури.

## Демографија
По попису из 2010. године број становника је 30.404, што је 879 (-2,8%) становника мање него 2000. године.
| Група             | 2000.          | 2010.          |
| Белци             | 28.844 (92,2%) | 26.670 (87,7%) |
| Афроамериканци    | 468 (1,5%)     | 748 (2,5%)     |
| Азијати           | 1.022 (3,3%)   | 1.704 (5,6%)   |
| Хиспаноамериканци | 583 (1,9%)     | 733 (2,4%)     |
| Укупно            | 31.283         | 30.404         |